# Ньюмен (Західна Австралія)
Ньюмен (англ. Newman) — місто в Австралії. Підпорядковується регіону Пілбара у складі штату Західна Австралія.

## Географія
Ньюмен розташований на схід від хребта Хамерслі.

### Клімат
Місто знаходиться у зоні, котра характеризується кліматом тропічних пустель. Найтепліший місяць — січень із середньою температурою 31.7 °C (89 °F). Найхолодніший місяць — липень, із середньою температурою 15 °С (59 °F).
| Клімат Ньюмена          | Клімат Ньюмена | Клімат Ньюмена | Клімат Ньюмена | Клімат Ньюмена | Клімат Ньюмена | Клімат Ньюмена | Клімат Ньюмена | Клімат Ньюмена | Клімат Ньюмена | Клімат Ньюмена | Клімат Ньюмена | Клімат Ньюмена | Клімат Ньюмена |
| Показник                | Січ.           | Лют.           | Бер.           | Квіт.          | Трав.          | Черв.          | Лип.           | Серп.          | Вер.           | Жовт.          | Лист.          | Груд.          | Рік            |
| Абсолютний максимум, °C | 45,5           | 45             | 43,1           | 39,5           | 35,7           | 30,9           | 29,4           | 35,4           | 37,3           | 41             | 44             | 46             | 46             |
| Середній максимум, °C   | 38,9           | 37,2           | 35,8           | 31,7           | 26,2           | 22,4           | 22,4           | 24,7           | 29,3           | 33,6           | 36,4           | 38,4           | 31,3           |
| Середня температура, °C | 32             | 30             | 29             | 25             | 19             | 16             | 15             | 17             | 21             | 25             | 28             | 31             | 24             |
| Середній мінімум, °C    | 25,3           | 24,4           | 22,4           | 18,5           | 13,1           | 9,6            | 8              | 10,1           | 13,7           | 17,9           | 21,4           | 24             | 17,3           |
| Абсолютний мінімум, °C  | 16             | 13,1           | 13,1           | 6,4            | 0,1            | −0,1           | −2,6           | −1,2           | 4,4            | 7              | 8,6            | 11,9           | −2,6           |
| Норма опадів, мм        | 40             | 70             | 40             | 20             | 20             | 20             | 10             | 10             | 0              | 0              | 10             | 20             | 290            |
| Днів з дощем            | 6,5            | 6,8            | 5,1            | 4,1            | 3,7            | 4              | 2,3            | 2              | 0,9            | 1,2            | 3,1            | 5              | 44,8           |
| ----------------------- | -------------- | -------------- | -------------- | -------------- | -------------- | -------------- | -------------- | -------------- | -------------- | -------------- | -------------- | -------------- | -------------- |
| Джерело: Weatherbase    |                |                |                |                |                |                |                |                |                |                |                |                |                |